# Vetter Pál
Vetter Károly Pál (Pozsony, 1856. november 15. – Miskolc, 1917. május 14.) borász, a 19. századi filoxéra elleni védekezés fő előmozdítója és vezetője Nyugat-Magyarországon, császári és királyi szőlőművelési és borászati főfelügyelő.

## Élete
A klosterneuburgI gyümölcstermesztési és borászati iskolában végzett, 1877-től pedig a Pettau melletti Ankenstein kastély jószágkormányzója lett, majd 1889-ben átvette a város vezetését. Innen Sopronba került, ahol a helyi borászati iskolában tanított. Ekkor észlelték először itt a filoxérát. A szőlősgazdák eleinte el sem akarták hinni, hogy egy apró rovar tönkre tudja tenni a szőlőiket. Vettert kinevezték a kártevő elleni védekezés vezetőjévé, aki eleinte más módszer híján a fertőzött tőkéket felhúzatta és elégette, de esetenként egész ültetvényeket felégettetett. Emiatt a szőlősgazdák ellenségként kezelték Vettert, akinek a testi épségére folyamatosan rendőr vigyázott az atrocitások elkerülése végett. A közeli Ruszton ekkor már elkezdték az Európában máshol már sikerrel alkalmazott szén-diszulfidos gyérítést, amit némi késéssel Sopron környékén is megkezdtek. 1900-ban Vetter az Egyesült Államokba utazott, ahol rábukkant egy a filoxérának ellenálló ősi szőlőfajtára. Ezt aztán hazahozta magával Magyarországra, és megalapította a ma is Sopronhoz tartozó János-telepet. Itt amerikai alanyokra oltotta a helyi fajtákat, összesen 27 különböző faját. Főleg fehérborszőlőkkel foglalkoztak, de kékfrankost is oltottak. Ennek köszönhetően kezdődhetett meg a szőlők fokozatos felújítása. Ezek az oltványok nem csak Sopron környékén, de az egész országban, sőt, Ausztriában és Horvátországban is keresettek voltak. Soproni működése után Vetter 1908-ban Tapolcára került, ahol ugyancsak borászati ismereteket oktatott, de ezen kívül a talajjavítás, a különböző kártevők elleni hatékonyabb védekezés és a magyarországi pezsgőgyártás előmozdítása érdekében is működött. Borászati ismereteket szülővárosában is tanított. Több munkája, tanulmánya és újságcikke is megjelent, a pozsonyi borászati egyesületnek és a szőlőművelők egyletének is választmányi tagja volt. Munkája elismeréséül 1914-ben császári és királyi szőlőművelési és borászati főfelügyelővé nevezték ki.

## Családja
Feleségül vette frenzlheimi Frenzl Karolát (1855–1930), aki három gyermeket szült neki:
- Antal (1891–1966) (1929-től Vattay Antal) katonatiszt, altábornagy a második világháború alatt; 1921. március 3-án Miskolcon, feleségül vette a református vallású ősrégi nemesi származású négyesi Szepessy családból való négyesi Szepessy Eleonóra (Nagyvárad, 1899. október 3. – Budapest, 1988. szeptember 1.) kisasszonyt,[1]
- Ferenc (?) csendőralezredes
- Karola (?); férje: Boronkay László (1872–1938) huszárfőhadnagy, Zemplén vármegye árvaszéki elnöke

## Munkái
- Die Kultur der amerikanischen Reben, Sopron, 1894–96.
- Lehrer der Genologie und Pomologie in Oedenburg. Sopron, 1896. két kötet. Rajzokkal.
- A gyümölcsfatenyésztés és nagybani gyümölcstermelésnek jelentősége közgazdasági szempontból. Pozsony, 1898.
- Ein Beitrag zur Lösung der Weinbau-Calamität. Pozsony, 1898.
- Ein Beitrag zur Bodenkunde. Vortrag. Pozsony, 1898.
- Ein Beitrag zur Bekämpfung der Obstbaumschädlinge. Die Blutlaus. Schixoneura laningera Hartig. Vortrag. Pozsony, 1899.
- Die gefährlichen Schädlinge des Weinstockes. Pozsony, 1900.
- Díszbeszéd az egylet (szőlészeti) negyven éves fennállásának alkalmából. Pozsony, 1901. (Magyar és német szöveg.)
- Das verbesserte Stratifications-Verfahren, mit widerstandsfähigen, veredelten Reben nach den neuesten Anforderungen. Pozsony, 1902.
- Der Traubenwickler, Cochyles ambiguella (anch Heu- und Sauerwurm) ein gefährlicher Schädling des Weinbaues. Mit einer colorirten Farbendruck-Tafel und 5 Abbildungen in Text. Pozsony, 1903.
- Der Rebschnitt, Pozsony, 1904.
- Die Wiege des ungarischen Champagner (J. E. Hubert). Pozsony, 1907.
- Über Bodenkultur. Pozsony, 1908.